# FK Dinamo Vranje
El FK Dinamo Vranje (en serbio: ФК Динамо Врање) es un equipo de fútbol de Serbia que juega en la Primera Liga Serbia, la segunda división de fútbol en el país.

## Historia
Fue fundado el 24 de abril de 1947 en la ciudad de Vranje, donde pasó como un equipo aficionado dentro del sistema de ligas de Yugoslavia. Tras la Disolución de Yugoslavia formó parte de la tercera división de Serbia y Montenegro, hasta que ambos países se separaron en 2006, logrando el ascenso a la Primera Liga Serbia para la temporada 2006/07.
Ese año descendieron nuevamente a la tercera división nacional al terminar en último lugar, aunque en un año regresaron a la segunda categoría, donde esta vez permanecieron por tres temporadas luego de descender en la temporada 2010/11.
Tras una breve estancia en la cuarta división nacional, logran dos ascensos consecutivos que lo mandan de regreso a la Primera Liga Serbia, donde en tres temporadas logran el ascenso a la Superliga de Serbia por primera vez en su historia como subcampeones de la segunda división, aunque su estancia en la primera división fue corta luego de terminar en el lugar 14 entre 16 equipos y regresar a la segunda categoría.

## Palmarés
- Serbian League East: 3

2005–06, 2007–08, 2014–15